# Zięba (zwyczajna)

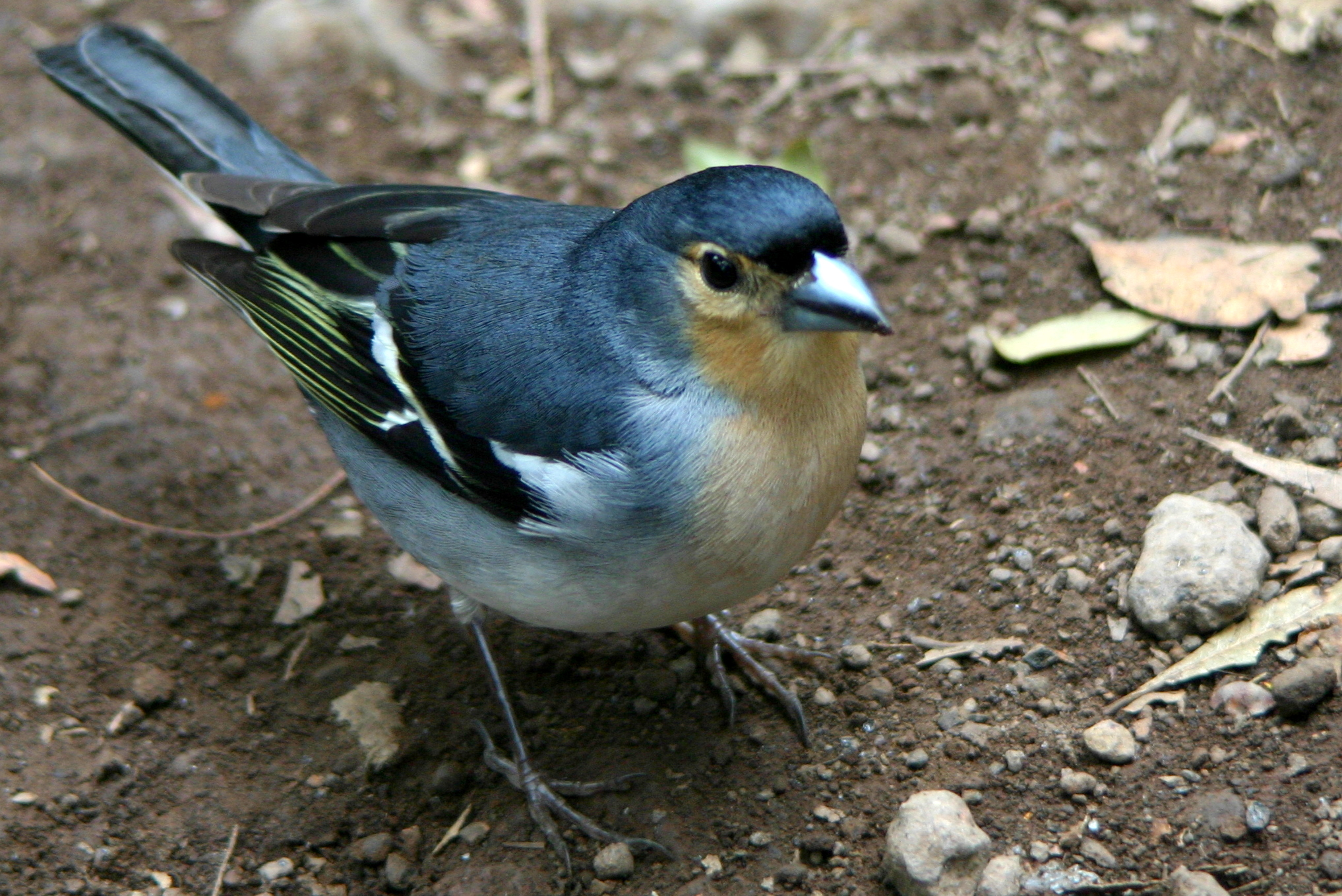
Podgatunek F. c. palmae, Wyspy Kanaryjskie

Zięba (zwyczajna) (Fringilla coelebs) – gatunek małego ptaka z rodziny łuszczakowatych (Fringillidae). Ogółem zasiedla Europę z wyjątkiem północnej Skandynawii i północnej Rosji, zachodnią i środkową Azję oraz północną Afrykę. Introdukowana na Nową Zelandię oraz na południe RPA. Nie jest zagrożona wyginięciem.
W Polsce to bardzo liczny ptak lęgowy, objęty ochroną ścisłą. W całej Europie Środkowej obowiązuje zakaz łapania zięb do niewoli. W XIX wieku zwyczaj ten był bardzo popularny w Niemczech, w celach konkursów śpiewu.

## Systematyka
Gatunek ten po raz pierwszy zgodnie z zasadami nazewnictwa binominalnego opisał w 1758 roku szwedzki przyrodnik Karol Linneusz w 10. wydaniu Systema Naturae. Obie części nazwy naukowej, Fringilla coelebs, pochodzą z łaciny – pierwszy człon, fringilla, oznacza ziębę, druga część, coelebs, oznacza kawalera.

### Podgatunki

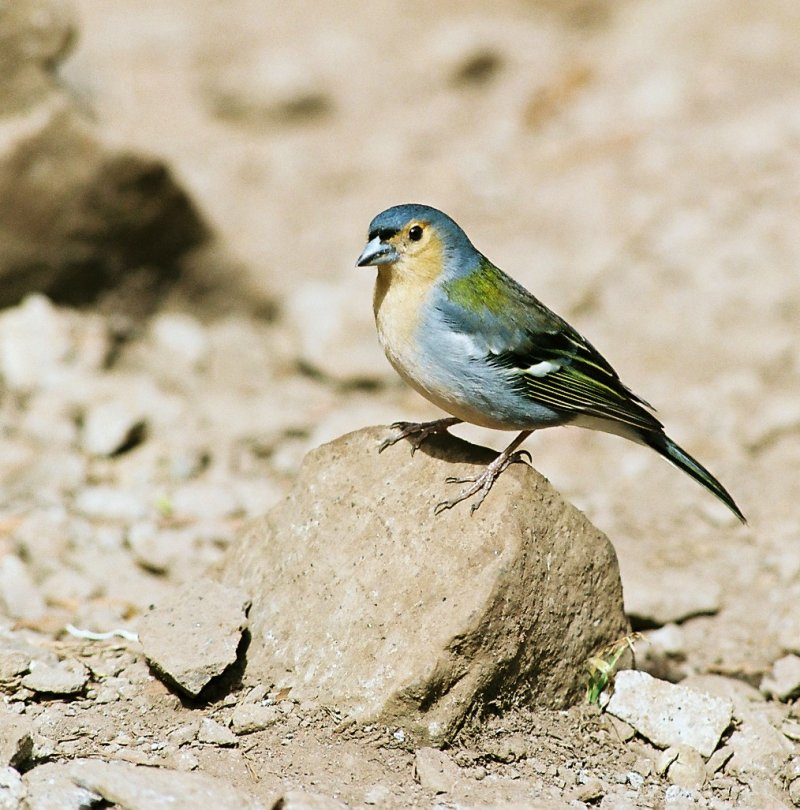
Podgatunek F. c. madeirensis

Tradycyjnie wyróżnia się 15 lub 16 podgatunków Fringilla coelebs (część autorów nie uznaje podgatunku F. coelebs bakeri):
- F. coelebs gengleri – Wyspy Brytyjskie,
- zięba (zwyczajna) (F. coelebs coelebs) – Europa (z wyjątkiem Wysp Brytyjskich i Sardynii) do centralnej Azji, zachodniej i północnej Turcji, środkowego i wschodniego Kaukazu oraz północno-zachodniego Iranu,
- F. coelebs solomkoi – Krym i południowo-zachodni Kaukaz,
- F. coelebs sarda – Sardynia,
- F. coelebs syriaca – Cypr, południowo-wschodnia Turcja do północnego Iraku i Jordanii,
- F. coelebs alexandrovi – północny Iran,
- F. coelebs transcaspia – północno-wschodni Iran i południowo-zachodni Turkmenistan,
- F. coelebs africana – Maroko do północno-zachodniej Tunezji,
- F. coelebs harterti – północno-wschodnia Libia
- zięba zielonogrzbieta (F. coelebs spodiogenys) – północna i wschodnia Tunezja oraz północno-zachodnia Libia,
- zięba atlantycka (F. coelebs moreletti) – Azory,
- zięba maderska (F. coelebs maderensis) – Madera,
- zięba modrogrzbieta (F. coelebs canariensis) – La Gomera, Teneryfa (środkowe Wyspy Kanaryjskie),
- F. coelebs bakeri – Gran Canaria (środkowe Wyspy Kanaryjskie),
- F. coelebs ombriosa – El Hierro (południowo-zachodnie Wyspy Kanaryjskie),
- F. coelebs palmae – La Palma (północno-zachodnie Wyspy Kanaryjskie).

Zaproponowano też inne podgatunki, które jednak nie zostały zaakceptowane, m.in. balearica, tyrrhenica, schiebeli i caucasica zsynonimizowano z podgatunkiem nominatywnym, a scotica i hibernicus uznano za synonimy F. coelebs gengleri.
Międzynarodowy Komitet Ornitologiczny (IOC) w 2023 roku przyjął ujęcie systematyczne, w którym w oparciu o badania genetyczne i różnice w morfologii populacje z wysp Atlantyku oraz północno-zachodniej i północnej Afryki wydzielono do osobnych gatunków: F. spodiogenys, F. moreletti, F. maderensis i F. canariensis; w tymże ujęciu F. coelebs liczy już tylko 7 podgatunków (7 pierwszych z powyższej listy). Podobne ujęcie wdrożył serwis Birds of the World, choć wyróżnia 9 podgatunków – dodatkowo balearica i schiebeli, które IOC synonimizuje z podgatunkiem nominatywnym. Część autorów pozostaje na razie przy ujęciu tradycyjnym.

## Morfologia

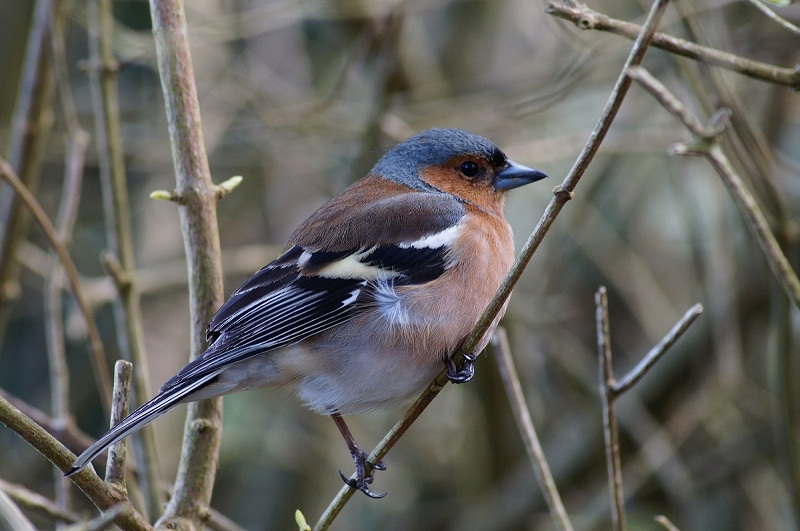
Samiec F. c. coelebs wiosną

Występuje bardzo wyraźny dymorfizm płciowy, i to o każdej porze roku. Obie płci mają różowoszare nogi i ołowianoniebieskie, nieco stożkowate dzioby. Jak u pozostałych łuszczaków dziób u zięb jest krótki i gruby. Mięśnie policzkowe są silne, a prążkowane podniebienie przydaje się przy zgniataniu pancerzyków chrząszczy i skorupek nasion. Samiec z czarnym czołem i szarą czapeczką zachodzącą na kark, niekiedy sprawiającą wrażenie szaroniebieskiej. Grzbiet oraz barkówki jasnobrunatne. Zielony, matowy kuper i pokrywy podogonowe dobrze widoczne w locie; samica również takowe posiada. „Policzki” i spód ciała ceglastoczerwone, pokrywy podogonowe białe, pierś i podgardle różowe. Środkowa sterówka szara, sprawiająca wrażenie zielonkawej. Skrzydła ogólnie czarne, ale lotki u samca na zewnętrznej stronie żółto obrzeżone, tak jak i lotki drugorzędowe. Dwa białe pasy: jeden od zgięcia skrzydeł, drugi od pokryw trzeciorzędowych, oba kończą się na barkówkach. Białe początki lotek pierwszorzędowych tworzą małą plamkę. W locie widoczne białe obrzeżenie ogona, zwłaszcza na 1. i 2. od zewnątrz sterówce, na trzeciej jedynie biała kropka na końcu.
Samica jest mniej intensywnie i kontrastowo ubarwiona – oliwkowobrązowa, zwłaszcza na skrzydłach (tam też ma dwa białe pasy, jak samiec), a brzuch ma jasnoszaro-kremowo-pomarańczowy. Wierzch ciała jasnobrunatno-szary. Głowa również taka jak brzuch, z nieco ciemniejszą brwią i szarawą czapeczką. Boki głowy i pierś są zielonkawe.
W zimie samce o nie tak intensywnym kolorze, przez ścieranie końców piór nabierają innych barw. Dziób poza okresem lęgowym zmienia barwę na bladoróżową. Młode wyglądają na ogonie i skrzydłach jak samice, ale z wierzchu są oliwkowobrązowe, a pod spodem szarawe.
Ptak wielkości wróbla. Podobna jest do jera, ale ma zielonkawy, nie biały kuper, błyszczące szerokie pręgi na skrzydłach i białe obrzeżenia sterówek. Warto jednak wspomnieć, że obydwa gatunki zimą często występują na tych samych stanowiskach, gdzie mają pod dostatkiem nasion. Zdecydowanie jednak różnią się wabieniem i to ono jest najłatwiejszą cechą w oznaczaniu gatunku. Ze względu na dużą liczebność nie stosuje się wobec zięb zabiegów ochronnych.

### Wymiary
- długość ciała: 14–16 cm, samce nieco większe od samic
- rozpiętość skrzydeł: 24[16]–29[17] cm
- masa ciała: 18–26 g, zwłaszcza jesienią samce nieco cięższe

Dodatkowe wymiary
- długość czaszki: 26–30 mm[18],
- długość dzioba: 46–47% całej czaszki, 12–14 mm[18],

Tropy
- długość kroku: 35 mm
- długość pojedynczego śladu: 25–30 mm
- długość skoku: 50–55 mm, rzadko skacze
  - długość I palca (bez pazurka): 12 mm
  - długość III palca (bez pazurka): 10 mm

### Pióra
Dane liczbowe
- liczba lotek I rzędu: 10
- liczba lotek II rzędu: 9
- liczba sterówek: 12

Pierzenie
- dorosłe: od połowy czerwca do połowy października
- młode: od połowy sierpnia do połowy września

## Występowanie
W Polsce to bardzo liczny ptak lęgowy, jednakże coraz więcej osobników zimuje. Nazwa naukowa odnosi się do tego, że samice odlatują, a większość samców zostaje, aby bronić terytoriów. To gatunek o dużej plastyczności pod względem wymagań środowiskowych. Spotykana we wszystkich biotopach, gdzie są drzewa, często w bliskości człowieka. W okresie lęgowym zamieszkuje różne typy lasów i borów z ubogą warstwą krzewów i ziół, grupy drzew liściastych lub iglastych rosnących na polach, w ogrodach, alejach, zadrzewienia i parkach w miastach. Od jesieni do wiosny często widuje się zięby na otwartych terenach, gdzie żywi się nasionami roślin. Niekiedy odwiedza wtedy karmniki i gospodarstwa rolne, gdzie obok hodowanych zwierząt znajduje łatwy pokarm.
W Europie występuje prawie wszędzie, z wyjątkiem Islandii, najbardziej wysuniętych na północ części Skandynawii oraz północnej Rosji. W większości krajów występuje cały rok, granica z terenami wyłącznie lęgowymi biegnie przez wybrzeża południowej Skandynawii, gdzie jeszcze przebywa cały rok oraz na granicy Rosji z innymi państwami. W Azji większość zachodniej części Rosji i innych regionów tego kontynentu oraz północny Kazachstan (dokładniej zachodnia Syberia, Azja Mniejsza, Bliski Wschód). W Afryce zamieszkują jedynie północno-zachodnią część i na Wyspach Kanaryjskich. Na zimowiska z północnych części areału wędruje zwykle na południe, choć niedaleko – najdalej nad Morze Śródziemne. W umiarkowanej strefie klimatycznej część ptaków zimuje na terenach lęgowych. Zwykle na miejscu przez cały rok zostają stare samce, a w pobliżu siedlisk ludzkich regularnie zimują też niektóre samice. Introdukowana na Nową Zelandię oraz na południe RPA.
Odlot na zimę ma miejsce we wrześniu lub październiku, a przylot od marca do kwietnia. Na południu Polski mogą pojawić się już w lutym.
Według szacunków Monitoringu Pospolitych Ptaków Lęgowych, w latach 2013–2018 populacja zięby w Polsce liczyła 8 563 000 – 8 922 000 par lęgowych, co dawało jej drugie miejsce wśród ptaków lęgowych, po skowronku, a przed wróblem. Zagęszczenie par może wynosić 2 pary na hektar, średnio co 50 m jest gniazdo. Badania przeprowadzone w latach 60. wykazały, że podczas powrotu z zimowisk przez linię Bałtyku może przelatywać ponad milion osobników.

## Tryb życia i zachowanie
Poza okresem lęgowym, a głównie zimą zazwyczaj przebywa w stadach, również z innymi gatunkami ptaków, np. wróblami. Ruchliwa, zazwyczaj nie płoszy się łatwo. Nie jest wyspecjalizowana do konkretnego pokarmu i miejsca gniazdowania. W trakcie inkubacji samiec ostrzega samicę o niebezpieczeństwie. Gdy samiec chce innemu osobnikowi zaimponować, stroszy czubek i pokazuje białe lusterka oraz nieco odstawia skrzydła. Przestraszona zięba stara się nie poruszać, a jeżeli może, przywiera do gałęzi. Wszystkie osobniki Fringilla coelebs są bardzo agresywne wobec przedstawicieli tego samego gatunku.

### Głos

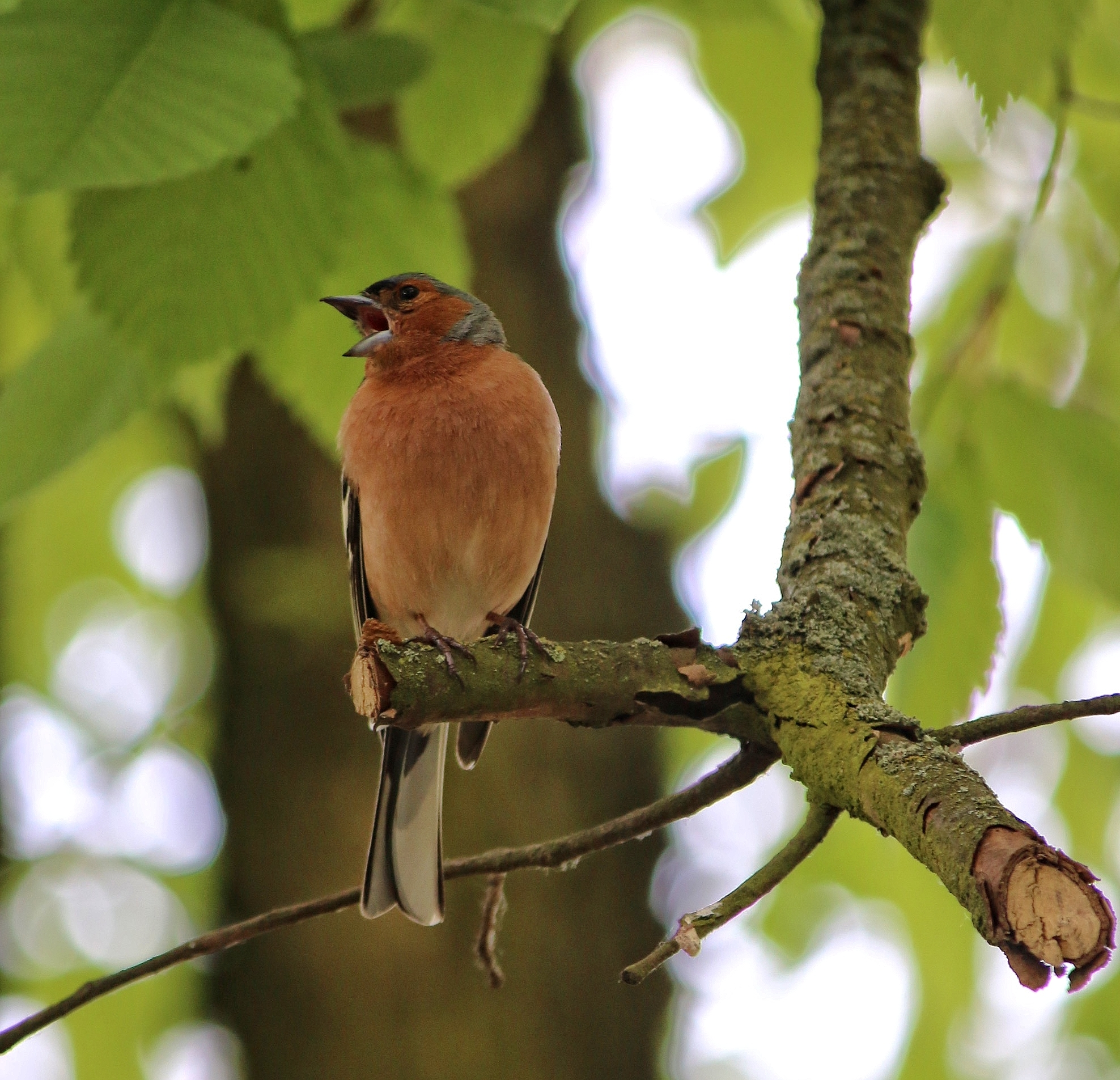
Melodia samca jest jedną z najładniejszych w polskiej awifaunie

Udowodniono, że samiec w ciągu dnia może śpiewać nawet 2000 razy. Charakterystyczny śpiew łatwo rozpoznawalny, wykonywany w jakimś eksponowanym miejscu. Jest to seria przyśpieszających dźwięków, z „zawijasowym” zakończeniem, całość to „ci-ci-cit-cit-tjut-tjut-tjuttjutjutju-citirjit”. Dawniej w Polsce ten „zawijas” był interpretowany jako „myślisz-żem-cię-na-śliw-kach nie widział?” albo „cze-kaj-cze-kaj-cośzrobiła-a widzisz?”. Często daną zwrotkę kończy krótkim „kik”. W zależności od regionu zakończenie zmienia się, różnice w melodii zależnej od pochodzenia ptaka zwane są „dialektami”. Młode zięby uczą się śpiewać od rodziców, a wychowywane w niewoli, bez odtwarzania im poprawnego śpiewu dorosłego ptaka, nie nauczą się tego dobrze. Pierwsze ciche i raczej nieudolne tony można już usłyszeć podczas lata lub jesienią.
Głos wabiący podobny jest do „pink!” albo „fink!”, większość europejskich nazw zięby wzorowane jest na tym głosie (jer wydaje twarde „jerrr kwek”). Może to być również „djib” albo „wriit”. Dawniej wierzono, że kiedy zięba wyda głos „wriit” spadnie deszcz. W przypadku przelatujących ptaków wabienie to „ćjup, ćjup” albo krótkie „jyp”. Zaniepokojona wydaje przenikliwe „ziit”. Młode zięby wydają ćwierkające „czeerp”, bardzo podobne do ćwierkania wróbla. Melodia samca zięby jest jedną z najładniejszych pieśni słyszanych w miastach, obok kosów. Okazało się też, że są najczęściej odzywającymi się śpiewakami w środowisku naturalnym. W ten sposób nie tylko bowiem zwabiają samice, ale również oznaczają swoje terytorium.

### Pożywienie
Zazwyczaj żeruje na ziemi. Zjada głównie nasiona oraz owoce jagodowe, jabłek, śliwek, porzeczek i gruszek. W trakcie pożywiania porusza się drobnymi kroczkami i ciągle kiwa głową. Sporadycznie spija nektar z kwiatów i sok spływający z drzew. Wiosną, w okresie lęgowym, owady i inne bezkręgowce zbiera z liści i gałązek, a w pozostałą część roku podstawę pożywienia stanowią nasiona chwastów, roślin zielnych, drzew i krzewów, a czasem też pąki drzew. Poza tym od wiosny do jesieni zjada owoce, owady i pajęczaki zbierane z gałązek i ziemi. Pisklęta karmione są małymi owadami i ich larwami oraz pajęczakami, czasami drobnymi nasionami dziko rosnących roślin.

## Lęgi

### Pora i miejsce lęgu
1 – 2 lęgi wyprowadza od maja do lipca. Gnieździ się w lasach i grupach drzew z ubogą warstwą krzewów, również w miastach. Z powodu powtarzanych przy nieudanych poprzednich lęgów, gniazda mogą być użytkowane do sierpnia.

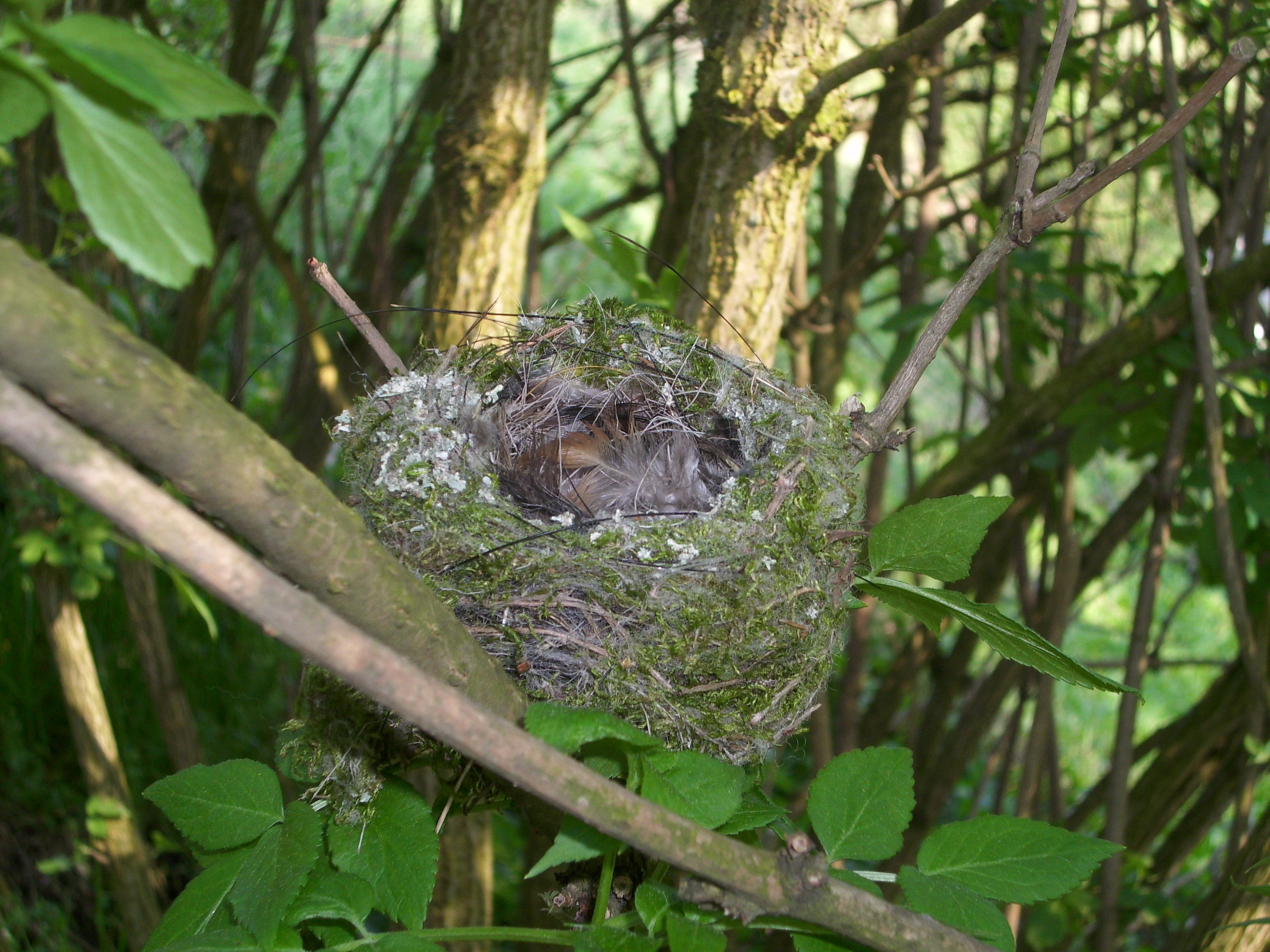
Gniazda zięb są trudno dostrzegalne z ziemi, zakryte mchem i pajęczynami

### Gniazdo
Większość gniazd umieszczona jest na drzewach w rozwidleniu gałęzi lub tuż przy pniu. Zwykle umieszczone poniżej 4 m nad ziemią. Nie przymocowane do gałęzi, jedynie głęboko pomiędzy nie wciśnięte. Zazwyczaj niczym nie osłonięte, ale dobrze zakamuflowane porostami lub pajęczynami, ma kształt misternie uwitej miseczki. Trudno je dostrzec z ziemi. Warstwa zewnętrzna składa się z owadzich kokonów, porostów, źdźbeł trawy, korzonków i kory brzozowej, przymocowane do gniazda pajęczynami. Warstwa środkowa w różnych proporcjach zbudowana z liści i mchu, zdarzają się całkowicie liścienne lub mchowe gniazda. Wyściółka z drobnych piórek, suchej trawy, sierści i włosia. Średnica zewnętrzna wynosi 11–12 cm, wewnętrzna około 6 cm, wysokość 8–9 cm, a głębokość 3–4 cm. Suche gniazdo waży ok. 10 gramów.
Samica sama buduje gniazdo, zwykle miesiąc po przylocie z zimowiska, umieszczone na świerkach, jałowcach, drzewach liściastych. Zbiera materiał w najbliższej okolicy, aby jeszcze lepiej się maskowało. Samiec w tym czasie jej i gniazda strzeże.

### Jaja i inkubacja

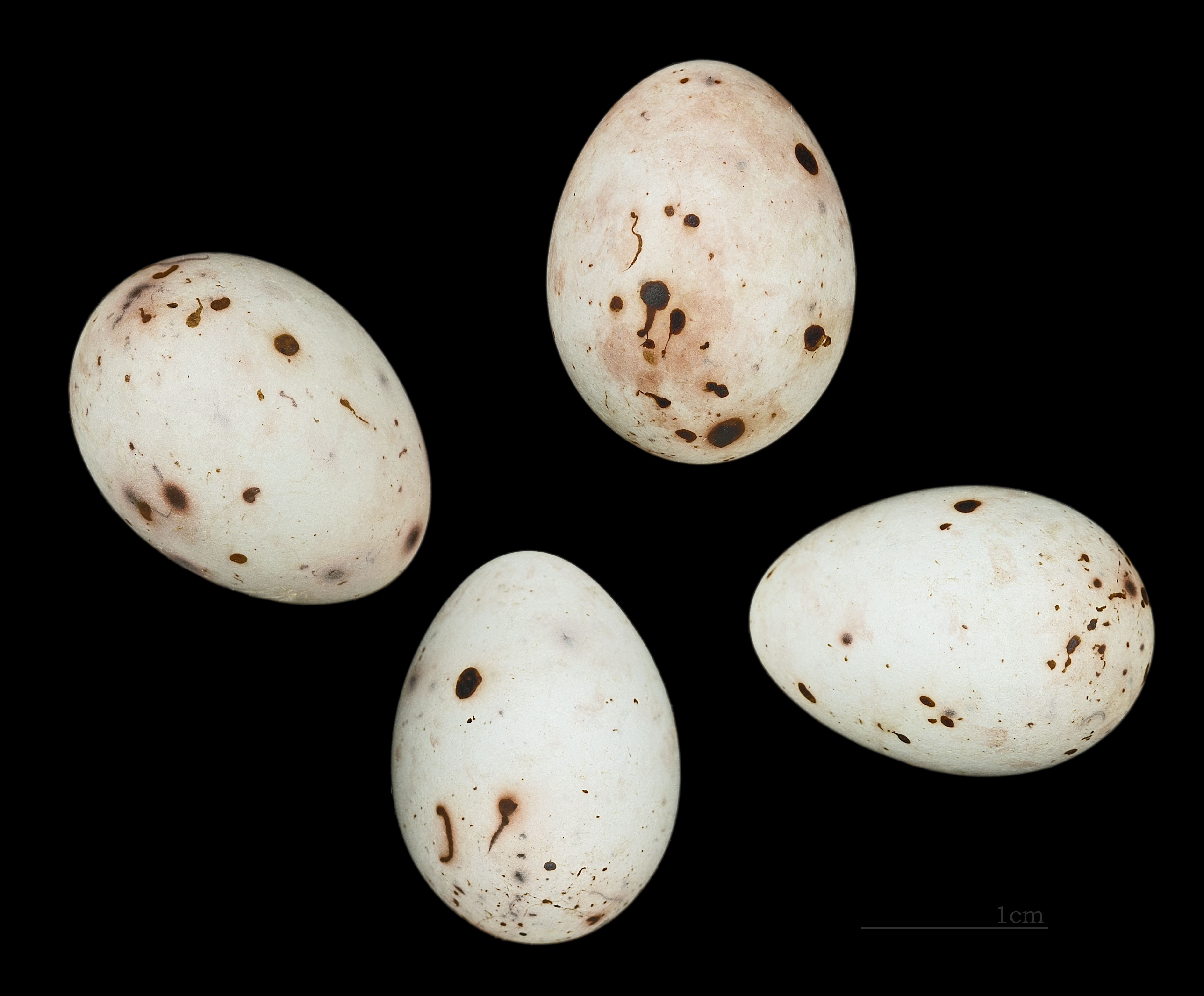
Jaja z kolekcji muzealnej

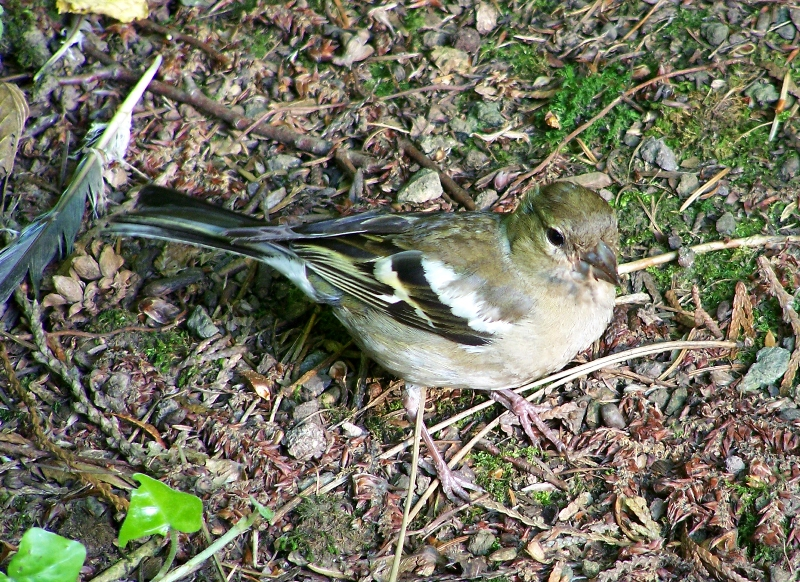
Osobnik młodociany

Samica również wszystkie czynności wykonuje sama. Jaja są jasnozgniłozielone, w czarne, rdzawo obrzeżone plamki, o średnich wymiarach 19x14 mm. 3–6 jaj, rzadko do 8, inkubacja rozpoczyna się po złożeniu ostatniego jaja. Trwa ona 11–15 dni.

### Pisklęta
W trakcie klucia i opieki nad pisklętami samiec ciągle dokarmia partnerkę. Pisklęta mają intensywnie czerwone wnętrze dzioba, bez wzorów, porośnięte są jasnoszarym puchem; gniazdowniki. Przebywają w gnieździe około 14 dni, ale w razie zagrożenia mogą je opuścić wcześniej. Po 12–15 dniach są już zdolne do lotu. Młode karmią jednak oboje rodzice, przy czym samica znacznie częściej. Dostają od nich owady, które gromadzą w wolu, po czym wypluwają je do dziobów wyczekujących na to niecierpliwie piskląt.

### Długość życia
Najstarsza zięba w niewoli dożyła 29 lat, często żyją ponad 20. Najstarszy zaobrączkowany osobnik z natury dożył 17 lat.
Dane procentoweSukces lęgowy waha się w granicach 17–35%. Najniższy występuje w Puszczy Białowieskiej, jednakże wynika to z największej różnorodności drapieżników. W pierwszym roku życia umiera 70% młodych, w drugim 55%, a w trzecim jedynie połowa.

## Status i ochrona
IUCN uznaje ziębę za gatunek najmniejszej troski (LC, Least Concern) nieprzerwanie od 1988 roku. Liczebność światowej populacji, obliczona w oparciu o szacunki organizacji BirdLife International dla Europy na rok 2015, zawiera się w przedziale 500–800 milionów dorosłych osobników. Globalny trend liczebności populacji uznawany jest za wzrostowy.
W Polsce zięba podlega ścisłej ochronie gatunkowej. Na Czerwonej liście ptaków Polski została sklasyfikowana jako gatunek najmniejszej troski (LC).

## Zięba a człowiek

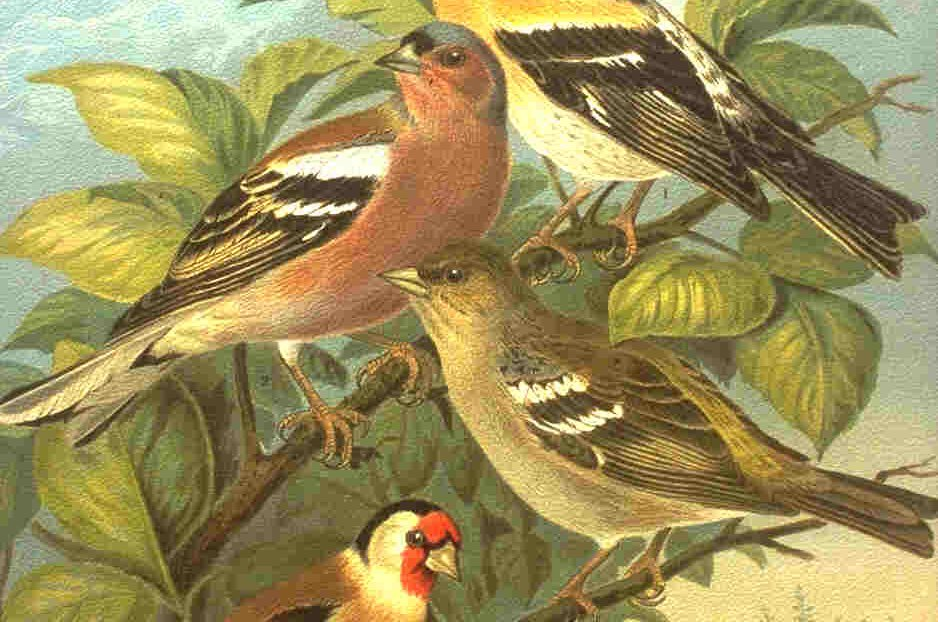
Zięba (samiec po lewej, samica po prawej) w polskiej poezji uznawana była za świetnego śpiewaka i przekaziciela leśnych wieści

W wielu krajach zięby są ptakami domowymi. W Belgii tradycyjnym historycznym sportem były walki zięb (ang. vinkensport) polegające na zmaganiach samców tych ptaków w uzyskaniu największej liczby śpiewów w ciągu godziny. Zawody te szczególnie popularne były we Flandrii, gdzie stały się jednym z elementów tamtejszej kultury. Swoje początki wzięły od flamandzkich kupców, którzy przeprowadzili je pierwszy raz w 1596 roku. Ocenia się, że w 2007 roku było 13 000 entuzjastów tego lokalnego sportu, zwanych ziębiarzami (ang. finchers), hodującymi 10 000 zięb. Przez wiele lat członkowie organizacji działających na rzecz obrony zwierząt sprzeciwiali się tym praktykom.
W piętnastowiecznej Anglii wykorzystywano wizerunek zięby na marginesach manuskryptu Mszału z Sherborne. Zięba znalazła się też w gotyckim obrazie Rajski ogród.
W polskiej poezji w wierszu dla dzieci Ptasie plotki Jan Brzechwa wykorzystuje grę słowną, gdzie ptak martwi się, że przeziębi gardło i nie wykona swego koncertu u wrony: „Usiadła zięba na dębie: Na pewno dziś się przeziębię!”. Plotkujące ptaki przeinaczają ten fakt i po lesie roznosi się wieść o śmierci ptaka. U tego samego poety w Szpaku i sowie to zięba przekazuje wiadomości o sowie: „Zięba spotkała się z kosem, ćwierknęła mu to półgłosem”. 
Omawiany gatunek pojawia się też w Ptasim radiu Juliana Tuwima: „Będą ćwierkać, świstać, kwilić, pitpilitać i pimpilić (...) wilga, zięba, bocian, szpak oraz każdy inny ptak”, a także w wierszu Historia ucieszna o zacnej królewnie Banialuce ze wschodniej krainy Hieronima Morsztyna: „Zięba wietała głosy wszystkie zamykając”. Natomiast w Godach życia Adolfa Dygasińskiego zięba to „zarozumialec waśniwy”.

### Filatelistyka
Poczta Polska wyemitowała pierwszy polski znaczek pocztowy przedstawiający ziębę 17 listopada 1966 r. w serii Ptaki leśne (nr 1577). Znaczek o nominale 6,50 zł wydrukowano w liczbie 1 040 020 sztuk, techniką rotograwiury, na papierze kredowanym. Autorem projektu znaczka był Jerzy Desselberger. Znaczek pozostawał w obiegu do 31 grudnia 1994 roku.
Rysunek zięby z rozpostartymi skrzydłami znalazł się na znaczku Poczty Polskiej nr 4954 wyemitowanym 24 kwietnia 2019 r. w emisji „Europa”. Autorem projektu znaczka był Andrzej Gosik. Znaczek o nominale 5 zł wydrukowano techniką offsetową na papierze fluorescencyjnym. Nakład wyniósł 180 000 sztuk. Wydano również kopertę FDC z przedstawieniem gniazda i jaj zięby.